# Stazione di Vittoria
La stazione di Vittoria è una stazione ferroviaria posta sulla linea Caltanissetta Xirbi-Gela-Siracusa. Serve il comune di Vittoria nella Provincia di Ragusa.
L'impianto dal 1º Luglio 2001 è gestito da Rete Ferroviaria Italiana società del gruppo FS.

## Storia
La stazione di Vittoria entrò in servizio il 14 marzo 1893, all'attivazione del tronco ferroviario da Terranova a Comiso.

## Strutture e impianti
La stazione è dotata di un fabbricato viaggiatori a pianta rettangolare sviluppato su due livelli: il piano del ferro è dotato di locali di servizio, locali d’attesa per i viaggiatori (chiusi al pubblico) e un locale commerciale adibito a bar.
Un fabbricato antistante al fabbricato viaggiatori ospita i servizi igienici (chiusi al pubblico).
Il piazzale è composto da due binari a servizio dei viaggiatori con relative banchine.

### Accessibilità
La stazione è dotata complessivamente di due binari a servizio dei viaggiatori con relative banchine.
La stazione è dotata dei seguenti servizi per l'accessibilità:
- Presenza di sistemi di informazione al pubblico sonori;
- Presenza di sistemi di informazione al pubblico visivi;
- Presenza di parcheggi con posti riservati;
- Percorso senza barriere (in piano e/o con rampa) fino al binario: 1.

## Movimento
La stazione è servita dai treni regionali, regionali veloci svolti da Trenitalia nell'ambito del contratto di servizio stipulato con la Regione Sicilia.

## Servizi
La stazione dispone di:
- Bar, caffetteria, ristorazione
- Edicola, tabacchi

## Interscambio
La stazione dispone dei seguenti interscambi:
- Fermata autobus

- Parcheggio, colonnine ricarica elettrica